# الحقلين (السدة)

تعديل مصدري - تعديل

الحقلين هي إحدى قرى عزلة جبل عصام بمديرية السدة التابعة لمحافظة إب، بلغ تعداد سكانها 1758 نسمة حسب تعداد اليمن لعام 2004.